# Tour de Turquie 2011
Le Tour de Turquie 2011 est la 47e édition de cette course cycliste par étapes masculine disputée en Turquie. Elle fait partie du calendrier de l'UCI Europe Tour, pour la deuxième année en catégorie 2.HC. Le Russe Alexander Efimkin, de l'équipe Type 1 remporte la course.

## Présentation

### Équipes
Classé en catégorie 2.HC de l'UCI Europe Tour, le Tour de Turquie est par conséquent ouvert aux UCI ProTeams dans la limite de 70 % des équipes participantes, aux équipes continentales professionnelles, aux équipes continentales turques et à une équipe nationale turque.
Vingt-deux équipes participent à ce Tour de Turquie :
- 6 UCI ProTeams : Garmin-Cervélo, Omega Pharma-Lotto,  Lampre-ISD, Liquigas-Cannondale, Saxo Bank-Sungard,  Astana,
- 14 équipes continentales professionnelles : Cofidis, FDJ, Colnago-CSF Inox, Androni Giocattoli, Veranda's Willems-Accent, Farnese Vini-Neri Sottoli, NetApp, SpiderTech, De Rosa-Ceramica Flaminia, Caja Rural, Skil-Shimano, Type 1-Sanofi Aventis, Colombia es Pasión-Café de Colombia, Andalucía Caja Granada
- 2 équipes continentales : Manisaspor, Konya-Torku Seker Spor-Vivelo.

## Étapes
| Étape     | Date     | Villes étapes              | km    | Vainqueur d’étape   | Leader du classement général |
| --------- | -------- | -------------------------- | ----- | ------------------- | ---------------------------- |
| 1re étape | 24 avril | Istanbul - Istanbul        | 114,1 | Andrea Guardini     | Andrea Guardini              |
| 2e étape  | 25 avril | Kuşadası - Turgutreis (en) | 178   | Valentin Iglinskiy  | Valentin Iglinskiy           |
| 3e étape  | 26 avril | Bodrum - Marmaris          | 166   | Manuel Belletti     | Manuel Belletti              |
| 4e étape  | 27 avril | Marmaris - Pamukkale       | 207   | Alessandro Petacchi | Bartosz Huzarski             |
| 5e étape  | 28 avril | Denizli - Fethiye          | 218,6 | Matteo Rabottini    | Thomas Peterson              |
| 6e étape  | 29 avril | Fethiye - Finike           | 184   | André Greipel       | Alexander Efimkin            |
| 7e étape  | 30 avril | Tekirova (de) - Manavgat   | 138   | Andrea Guardini     | Alexander Efimkin            |
| 8e étape  | 1er mai  | Side - Alanya              | 157,8 | Kenny van Hummel    | Alexander Efimkin            |

## Classements finals

### Classement général
|    | Cycliste          | Pays       | Équipe              | Temps            |
| -- | ----------------- | ---------- | ------------------- | ---------------- |
| 1  | Alexander Efimkin | Russie     | Type 1              | 33 h 45 min 48 s |
| 2  | Andrey Zeits      | Kazakhstan | Astana              | + 1 min 13 s     |
| 3  | Thibaut Pinot     | France     | FDJ                 | + 1 min 33 s     |
| 4  | Thomas Peterson   | États-Unis | Garmin-Cervélo      | + 1 min 50 s     |
| 5  | Cameron Wurf      | Australie  | Liquigas-Cannondale | + 2 min 17 s     |
| 6  | Bartosz Huzarski  | Pologne    | Team NetApp         | + 11 min 12 s    |
| 7  | Egoitz García     | Espagne    | Caja Rural          | + 11 min 17 s    |
| 8  | Wesley Sulzberger | Australie  | FDJ                 | + 11 min 19 s    |
| 9  | Riccardo Chiarini | Italie     | Androni Giocattoli  | + 11 min 23 s    |
| 10 | Nicolas Edet      | France     | Cofidis             | + 11 min 23 s    |

### Classements annexes
|   | Cycliste            | Pays       | Équipe                   | Points |
| - | ------------------- | ---------- | ------------------------ | ------ |
| 1 | Alessandro Petacchi | Italie     | Lampre-ISD               | 69     |
| 2 | Stefan van Dijk     | Pays-Bas   | Veranda's Willems-Accent | 52     |
| 3 | Tyler Farrar        | États-Unis | Garmin-Cervélo           | 49     |

|   | Cycliste            | Pays     | Équipe                              | Points |
| - | ------------------- | -------- | ----------------------------------- | ------ |
| 1 | Luis Felipe Laverde | Colombie | Colombia es Pasión-Café de Colombia | 26     |
| 2 | Alexander Efimkin   | Russie   | Team Type 1-Sanofi Aventis          | 20     |
| 3 | Yoann Bagot         | France   | Cofidis                             | 16     |

|   | Cycliste            | Pays    | Équipe                    | Points |
| - | ------------------- | ------- | ------------------------- | ------ |
| 1 | Arturo Mora         | Espagne | Caja Rural                | 10     |
| 2 | Alessandro Petacchi | Italie  | Lampre-ISD                | 5      |
| 3 | Andrea Guardini     | Italie  | Farnese Vini-Neri Sottoli | 5      |

|   | Équipe  | Pays       |    | Temps             |
| - | ------- | ---------- | -- | ----------------- |
| 1 | FDJ     | France     | en | 101 h 39 min 41 s |
| 2 | Astana  | Kazakhstan | +  | 1 min 32 s        |
| 3 | Cofidis | France     |    | 11 min 52 s       |

## Évolution des classements
| Étape | Vainqueur           | Classement général · | Classement par points · | Classement de la montagne · | Classement Turkish Beauties · | Classement par équipes |
| ----- | ------------------- | -------------------- | ----------------------- | --------------------------- | ----------------------------- | ---------------------- |
| 1     | Andrea Guardini     | Andrea Guardini      | Andrea Guardini         | not awarded                 | Arturo Mora                   | Utensilnord Named      |
| 2     | Valentin Iglinskiy  | Valentin Iglinskiy   | Tyler Farrar            | Juan Pablo Villegas         | Arturo Mora                   | Caja Rural             |
| 3     | Manuel Belletti     | Manuel Belletti      | Manuel Belletti         | Luis Felipe Laverde         | Arturo Mora                   | FDJ                    |
| 4     | Alessandro Petacchi | Bartosz Huzarski     | Alessandro Petacchi     | Luis Felipe Laverde         | Alessandro Petacchi           | FDJ                    |
| 5     | Matteo Rabottini    | Thomas Peterson      | Alessandro Petacchi     | Alexander Efimkin           | Alessandro Petacchi           | FDJ                    |
| 6     | André Greipel       | Alexander Efimkin    | Alessandro Petacchi     | Luis Felipe Laverde         | Arturo Mora                   | FDJ                    |
| 7     | Andrea Guardini     | Alexander Efimkin    | Alessandro Petacchi     | Luis Felipe Laverde         | Arturo Mora                   | FDJ                    |
| 8     | Kenny van Hummel    | Alexander Efimkin    | Alessandro Petacchi     | Luis Felipe Laverde         | Arturo Mora                   | FDJ                    |
| Final | Final               | Alexander Efimkin    | Alessandro Petacchi     | Luis Felipe Laverde         | Arturo Mora                   | FDJ                    |